# Montanaro
Montanaro là một đô thị ở tỉnh Torino trong vùng Piedmont, có vị trí cách khoảng 20 km về phía đông bắc của Torino. Vào 31 December 2007, đô thị này có dân số 5.482 người và diện tích là 20,8 km².
Montanaro giáp các đô thị: Caluso, Foglizzo, San Benigno Canavese, và Chivasso.